# 福斯特济贫院
福斯特济贫院（Foster's Almshouse）是英格兰布里斯托尔的一座历史建筑，在科尔斯顿街。济贫院是由15世纪商人约翰·福斯特于1492年遗赠而建立的，他的遗嘱可以在网上查阅。
目前建筑的西楼建于1861年，北楼建于1872年，南楼和东楼建于1880-83年，由福斯特和伍德建造。科隆三王礼拜堂是为住在济贫院的人使用，而在同时修复的。
英格兰遗产委员会已将其列为II*级登录建筑.
2007年，经营济贫院的布里斯托尔慈善会将现有建筑出售给开发商，开发私人住宅。作出这项决定是因为现有建筑物被认为不适合年老体弱的住户居住。 出售所得已用于在布里斯托尔北部的亨伯里（Henbury）新建一座约翰·福斯特济贫院。